# Esquerra Revolucionària
Esquerra Revolucionària (ER) és una organització política espanyola fundada el 1998 a partir de l'anomenada «Tendència Militant», antiga secció espanyola del Comitè per una Internacional Obrera (CIO o CWI/CIT, per les seves sigles en anglès: Committee for a Workers' International i en castellà: Comité por una Internacional de los Trabajadores). D'ideologia marxista-leninista i trotskista, treballà per bastir un partit obrer que seguís la secció espanyola de la Quarta Internacional. Defensà una Confederació Socialista de la península Ibèrica, integrada en uns Estats Units Socialistes d'Europa. El seu òrgan fou En Lucha.
Els seus òrgans actualment son català: Militant, ⁣ basc: Euskal Herria Sozialista i castellà: El Militante.

## Història

### Fusió amb el PRT (2001-2002)
El 2001 inicià un procés d'apropament amb el Partido Revolucionario de los Trabajadores (PRT), que finalment dugué a la fusió de totes dues organitzacions en PRT-Izquierda Revolucionaria el 2002.

### Reaparició d'ER (2009-2017)
A finals de 2009 es va desenvolupar una disputa entre la direcció de la Tendència Marxista Internacional (IMT, per les seves sigles en anglès: International Marxist Tendency) i les direccions de les seves seccions a Espanya (El Militante), Veneçuela (Corriente Marxista Revolucionaria) i Mèxic. El gener de 2010, aquestes organitzacions, juntament amb el grup de Colòmbia i part de la secció a Mèxic, van trencar amb la IMT i van establir un nou organisme internacional, Izquierda Revolucionaria (IR).
Després d'una sèrie de discussions i intercanvis de documents, IR va acordar una fusió juntament amb organitzacions a Veneçuela i Mèxic amb el CIO. Així es va acordar en una conferència a Madrid el 13 d'abril de 2017 i es va confirmar en una conferència del CIO a Barcelona el 22 de juliol de 2017. Els grups fusionats utilitzaran el nom d'Esquerra Revolucionària/Izquierda Revolucionaria a Espanya.

### Trencament amb el CIO (2019)
A principis d'abril de 2019, ER es va separar del CIO després que van sorgir diferències relacionades amb l'anàlisi del CIO pel que fa a la reducció de la consciència socialista després del col·lapse dels règims estalinistes. Així com per les conseqüències que això va tenir per al moviment obrer internacional.